# أجيونا أليكسس
أجيونا أليكسس براون (بالإنجليزية: Ajiona Alexus)‏ (من مواليد 16 مارس 1996) ممثلة أميركية عرفت عن أدوارها في وريكي سمايل شو، الإمبراطورية، 13 أسباب لماذا، بدأت حياتها المهنية في سن الثانية عشرة. كما لعبت أيضا ليفي على هاربون

## نشأتها
ولدت أليكسوس في 16 مارس 1996 في توسكيجي، ألاباما. درست فنون المسرح في مدرسة ألاباما للفنون الجميلة. قامت بتلاوة أول مونولوج لها على خشبة المسرح في سن الثامنة. بدأت حياتها المهنية في عام 2008، عندما كانت في الثانية عشرة من عمرها.

## روابط خارجية
- أجيونا أليكسس على موقع IMDb (الإنجليزية)
- أجيونا أليكسس على موقع روتن توميتوز (الإنجليزية)
- أجيونا أليكسس على موقع قاعدة بيانات الفيلم (الإنجليزية)
- Ajiona Alexus في قاعدة بيانات الأفلام على الإنترنت